# 땐뽀걸즈
《땐뽀걸즈》는 2017년에 개봉한 대한민국의 영화이다.
2017년 4월 KBS 다큐멘터리 <KBS 스페셜-땐뽀걸즈>로 방영되었다. 제작 기간은 8개월이고 일반 TV 다큐멘터리에서 촬영하는 장비가 아닌 영화 촬영 장비를 활용했다. 53분 분량으로 방송 후 5개월 만에 극장에서 러닝타임 85분의 영화로 개봉했다.

## 줄거리
성적은 '9등급'이지만, '땐'스 스'뽀'츠는 잘하고 싶다! 구조조정이 시작된 조선소에 취업을 준비하는 거제여상 학생들. 그곳에 다른 꿈을 꾸는 소녀들이 있다. 완뚜쓰리뽀 앤 완뚜쓰리뽀! 열여덟 소녀들의 '땐뽀' 도전은 성공할 수 있을까?

## 캐스팅
- 이규호 : 거제여자상업고등학교 체육 교사[3]
- 김현빈
- 박혜영
- 박시영
- 심예진
- 김효인
- 이현희
- 배은정
- 박지현

## 촬영지
- 거제여자상업고등학교